# Budos
 Budos  es una población y comuna francesa, situada en la región de Aquitania, departamento de Gironda, en el distrito de Burdeos y cantón de Podensac.

## Demografía
| 573 | 531 | 491 | 548 | 666 | 629 |
| Para los censos de 1962 a 1999 la población legal corresponde a la población sin duplicidades (Fuente: INSEE [Consultar]) |     |     |     |     |     |

## Monumentos
El monumento a los muertos de la guerra de 1914-1918 en Budos es una obra de 1921 del escultor Edmond Chrètien.